# Turnera riedeliana
Turnera riedeliana är en passionsblomsväxtart som beskrevs av Ignatz Urban. Turnera riedeliana ingår i släktet Turnera och familjen passionsblomsväxter. Inga underarter finns listade i Catalogue of Life.